# Fiskartjärnen, Lappland
Fiskartjärnen är en sjö i Storumans kommun i Lappland och ingår i Umeälvens huvudavrinningsområde. Sjön har en area på 0,203 kvadratkilometer och ligger 458,4 meter över havet.

## Delavrinningsområde
Fiskartjärnen ingår i det delavrinningsområde (726772-148552) som SMHI kallar för Utloppet av Gardiken. Medelhöjden är 535 meter över havet och ytan är 242,19 kvadratkilometer. Räknas de 340 avrinningsområdena uppströms in blir den ackumulerade arean 4 358,97 kvadratkilometer. Avrinningsområdets utflöde Umeälven mynnar i havet. Avrinningsområdet består mestadels av skog (65 procent). Avrinningsområdet har 57,42 kvadratkilometer vattenytor vilket ger det en sjöprocent på 23,7 procent.